# Генетические болезни ашкеназов
Генетические болезни ашкеназов — генетические заболевания, проявляющиеся в субэтнической еврейской группе ашкеназов. В силу ряда причин, в частности, изначально малой численности и замкнутости сообщества, у ашкеназов заметно повышен риск целого ряда генетических заболеваний, что вынуждает их массово, а порой и в обязательном порядке, проводить генетические тесты.
Согласно расчётам, 25 % ашкеназов являются носителями определённых генетических заболеваний, которые могут передаваться их детям. У ашкеназов существенно выше вероятность получить наследственное заболевание, чем у других субэтнических еврейских групп: ашкеназы — 43 %, по популяции — 24 %. Такая высокая вероятность обусловила разработку генетического теста на 104 болезни, который, впрочем, не включает все самые распространённые среди ашкеназов заболевания.
Генетические исследования показывают общность происхождения ашкеназов от относительно небольшой, замкнутой еврейской группы, что, в силу эффекта бутылочного горлышка (оценочно, около IX—X в.) и дрейфа генов оказало сильное влияние на их генофонд. Глубинное секвенирование геномов 128 ашкеназов (жителей США) показало, что ещё одно «бутылочное горлышко» случилось 25-32 поколения назад (приблизительно в XV в.), когда произошло резкое — до 300—400 человек — сокращение популяции предков этой этнической группы, из которых в последующие столетия и выросли современные ашкеназы посредством слияния двух популяций европейского и ближневосточного происхождения.
По оценкам группы ученых под руководством доктора Дорона Бехара из Медицинского центра Рамбам  Хайфы, во время еврейских погромов в Германии во времена Крестовых походов относительно небольшая группа спасшихся евреев переселилась в Польшу, увеличив к началу Второй мировой войны свою численность до 10 миллионов человек. По расчётам ученых-медиков из Йеля, Института Альберта Эйнштейна, Еврейского университета Иерусалима и Мемориального онкологического центра Слоана-Кеттеринга в Нью-Йорке, исследовавших генетическую формулу ашкеназских евреев, общая численность этой группы составляла около 350 человек.
Наличествующие исторические данные не подтверждают сколь-либо значительной восточной миграции германских евреев в результате Крестовых походов и других средневековых катаклизмов, что соответствует теории о сокращении еврейского населения до 300—400 человек.
Некоторые исследователи предполагают эволюционную связь между развитием рецессивных наследственных заболеваний и повышенным уровнем интеллекта среди ашкеназских евреев. 

## Основные генетические болезни ашкеназов
На основе исследований, проводимых под эгидой министерства здравоохранения Израиля, врачи выделили следующие заболевания как наиболее часто встречающиеся именно среди евреев-ашкенази:
- Синдром Мартина — Белл[20]
- Спинальная мышечная атрофия[21]
- Муковисцидоз[22]
- Болезнь Тея — Сакса[23]
- Риллей — Дай синдром[24]
- Болезнь Кэнэвэн[25]
- Муколипидоз IV типа[26]
- Немалиновая миопатия[27]
- Болезнь Ниманна — Пика[28]
- Врождённый гиперинсулинизм[29]
- Лейциноз[30]
- Анемия Фанкони[31]
- Болезнь Гирке[32]
- Синдром Блума[33]
- Синдром Ушера[34]
- Синдром Джуберта[35]
- Врожденная амегакариоцитическая тромбоцитопения[36]
- Амавроз Лебера[37]
- Синдром Уокер-Варбурга[38]
- Болезнь Гоше[39]
- Генетические нарушения слуха, обусловленные мутацией в гене коннексин 26 (GJB2)[40]
- Дефицит липоамидной дегидрогеназы[41]
- Врождённая гиперплазия коры надпочечников вследствие недостаточности 21-гидроксилазы[42]
- Дефицит карнитина ацилтрансферазы II[43]
- Средиземноморская семейная лихорадка[44]. Частота у сефардов выше, чем у ашкеназов
- Гемофилия C[45]
- Идиопатическая торсионная дистония[46]
- Галактоземия[47]
- Дефицит Alpha 1 антитрипсина[48]
- Болезнь Крона[49]